# Computermuziek

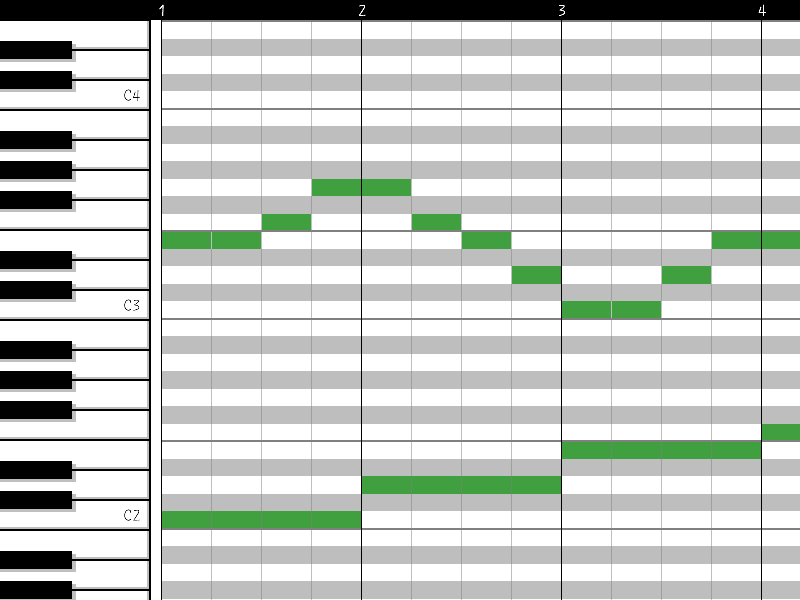
Computerpiano simuleert 9e symfonie van Beethoven

Onder computermuziek wordt muziek verstaan, die met behulp van een computer tot stand is gekomen. Vroeger werden vooral de ingebakken geluidschips en/of -kaart(en) in de computer zelf gebruikt, die dan door de componist/programmeur geprogrammeerd werden. Bijvoorbeeld de SID-chip uit de Commodore 64. Tegenwoordig worden vaak software-synthesizers gebruikt omdat CVE's krachtig genoeg zijn.
Indien een componist uitsluitend een partituur op een computer vervaardigt, dan is geen sprake van computermuziek; men spreekt pas van computermuziek, indien er geluid, klanken of tonen door een computer worden voortgebracht of bewerkt. Elektronische muziek verschilt van computermuziek, omdat daarbij niet per se sprake is van het gebruik van een computer, maar van andere geluidsbronnen of geluidsbewerkingsapparatuur, bv. synthesizers.
In de jaren 80 werd onder andere gebruikgemaakt van de software CSlisp, die composities kon vervaardigen aan de hand van parametrische algoritmen.
De belangrijkste vernieuwingen vonden plaats aan het IRCAM te Parijs, onder leiding van Pierre Boulez. Er werden diverse nieuwe (en peperdure) computersystemen ontwikkeld, die de weg baanden voor latere, (betaalbare) software, zoals MAX/MSP.